# Krzysztof Krzemiński
Krzysztof Eugeniusz Krzemiński (ur. 1961) – polski duchowny katolicki, doktor habilitowany nauk teologicznych, nauczyciel akademicki Uniwersytetu Mikołaja Kopernika w Toruniu, prodziekan Wydziału Teologicznego Uniwersytetu Mikołaja Kopernika w Toruniu w kadencji 2016–2020.

## Życiorys
W 1999 na Wydziale Teologii Katolickiego Uniwersytetu Lubelskiego na podstawie rozprawy pt. Historiozbawcze posłannictwo Ducha Świętego według Heriberta Muehlena uzyskał stopień naukowy doktora nauk teologicznych, specjalność teologia dogmatyczna. W 2012 na Wydziale Teologicznym Uniwersytetu Mikołaja Kopernika w Toruniu uzyskał stopień naukowy doktora habilitowanego nauk teologicznych specjalność teologia dogmatyczna. Na tym wydziale został adiunktem w Katedrze Teologii Fundamentalnej i Dogmatycznej. Objął funkcję prodziekana Wydziału Teologicznego UMK w kadencji 2016–2020.